# 月刊北國アクタス
月刊北國アクタス（げっかんほっこくアクタス）は、北國新聞社が石川県・富山県で発行している総合月刊誌。1989年に創刊。毎月20日発売。定価820円。

## 概要
発売当日から数日間は連続して北國新聞に広告が掲載される。北國新聞と同様、石川県および富山県を意識した紙面構成になっている。石川県・富山県・福井県の映画案内を掲載していた時期がある。

## 内容

### 連載
小説
- 風にゆられて（子母澤類）
- 女人天華（三田薫子）

漫画
- 巴の空（大西巷一）
- おてんば珠姫さま!（大西巷一）
- 食アクター健（土山しげる）
- B級舌偵（土山しげる）
- 恋と成（東谷文仁）
- 孫まごマーチ（三山節子）
- セキララ!ドン引きクリニック（沖田×華）
- 片町夜曲（わたべ淳、原作:山崎浩治）

その他
- 平成を斬る（俵孝太郎）
- 弁当忘れても愛忘れるな（水橋文美江）
- 金沢、加賀、能登の酒（早瀬圭一）

### 表紙
（起用された人物）
- 南奈央
- 田中美里
- 押切もえ
- 大地真央
- 石原さとみ
- 鈴木亜美
- 藤谷美紀
- 高橋由美子
- 紺野美沙子
- 遠藤久美子
- 湖月わたる
- 彩輝なお
- 清水由紀
- 松井秀喜
- 国分佐智子
- 高岡早紀
- 浜辺美波
- 荻野目洋子
- 天童よしみ
- 鈴木大河